# Macisvenda

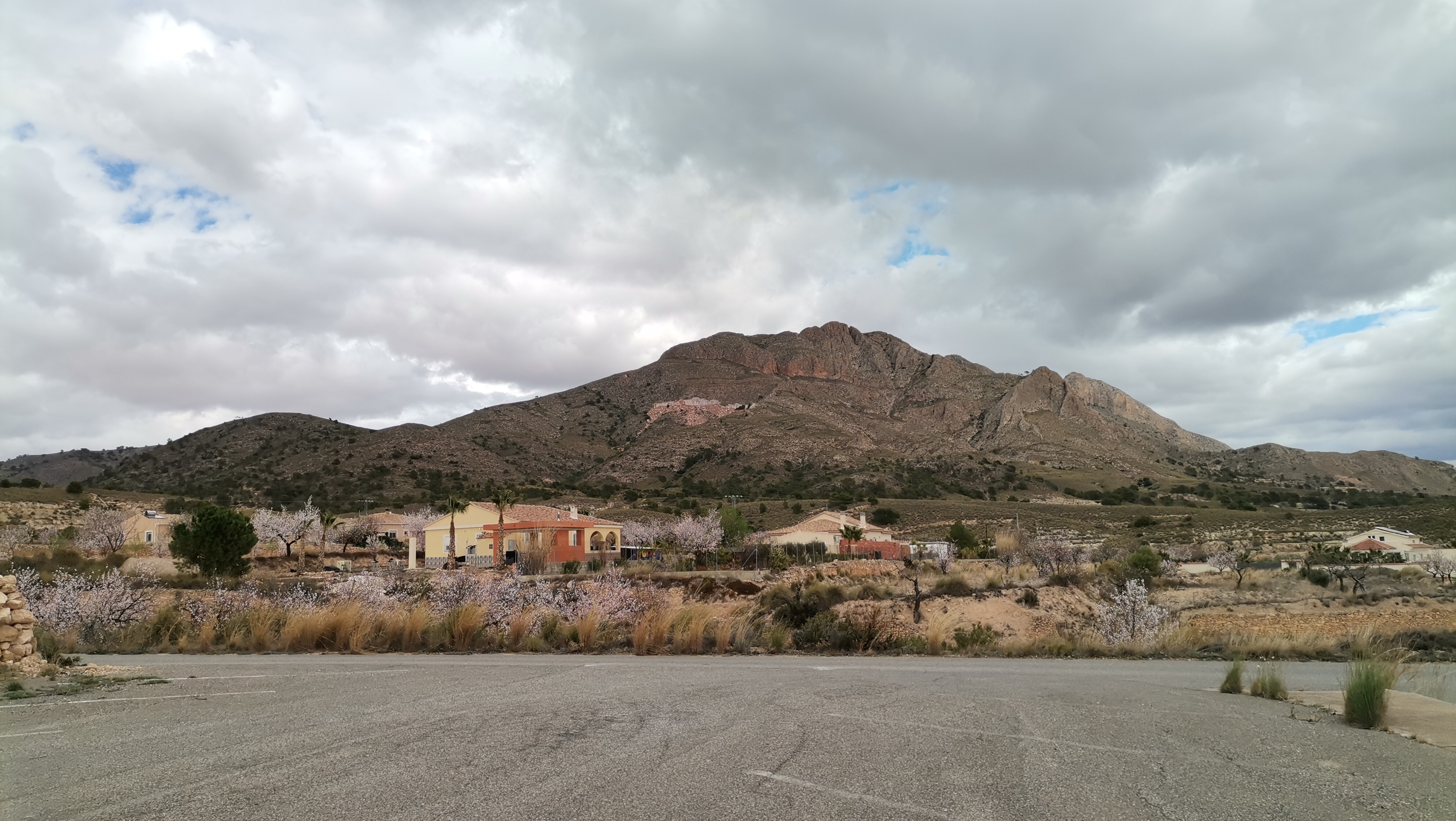
Sierra del Cantón desde Macisvenda

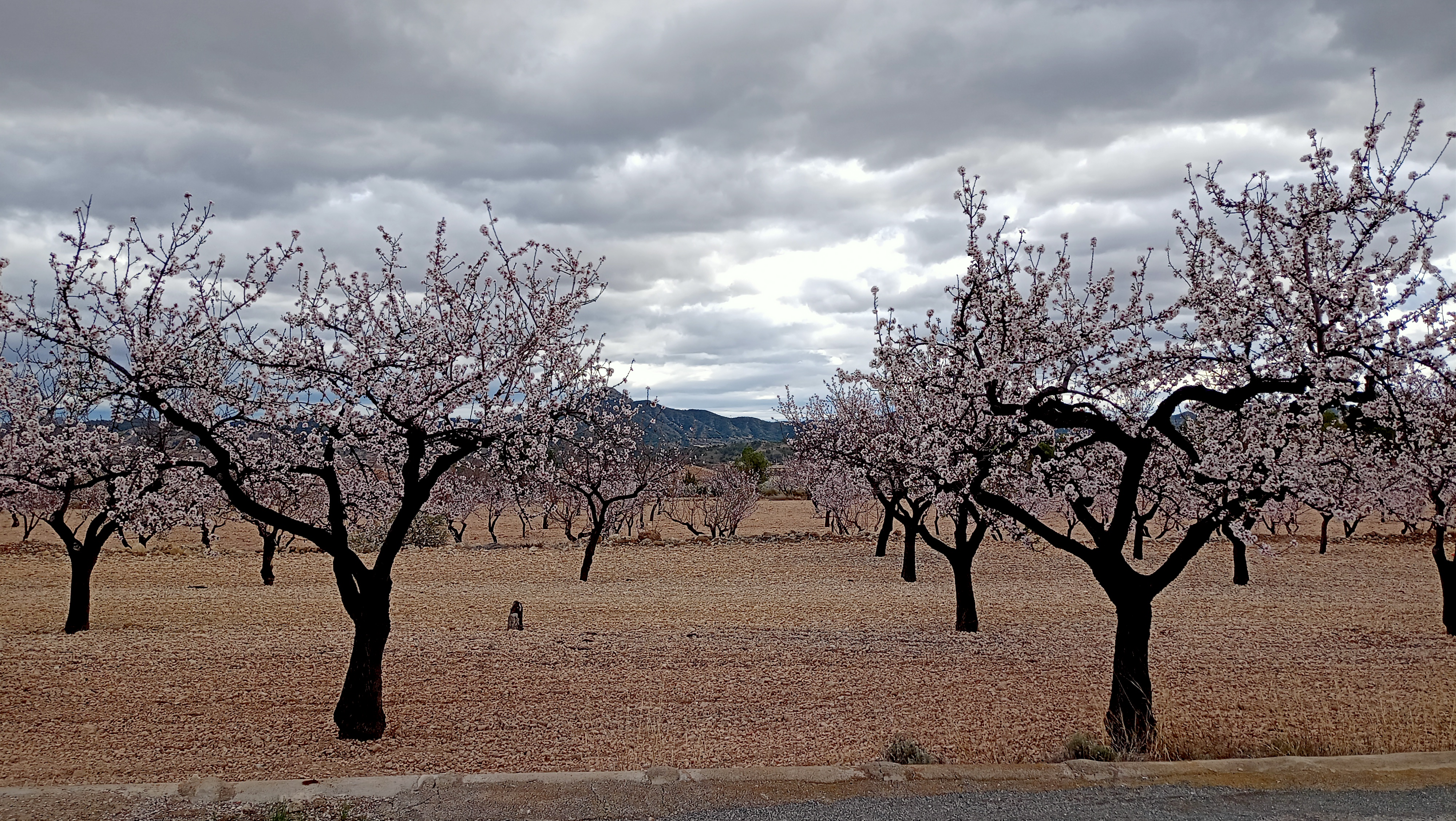
Almendros en flor de Macisvenda

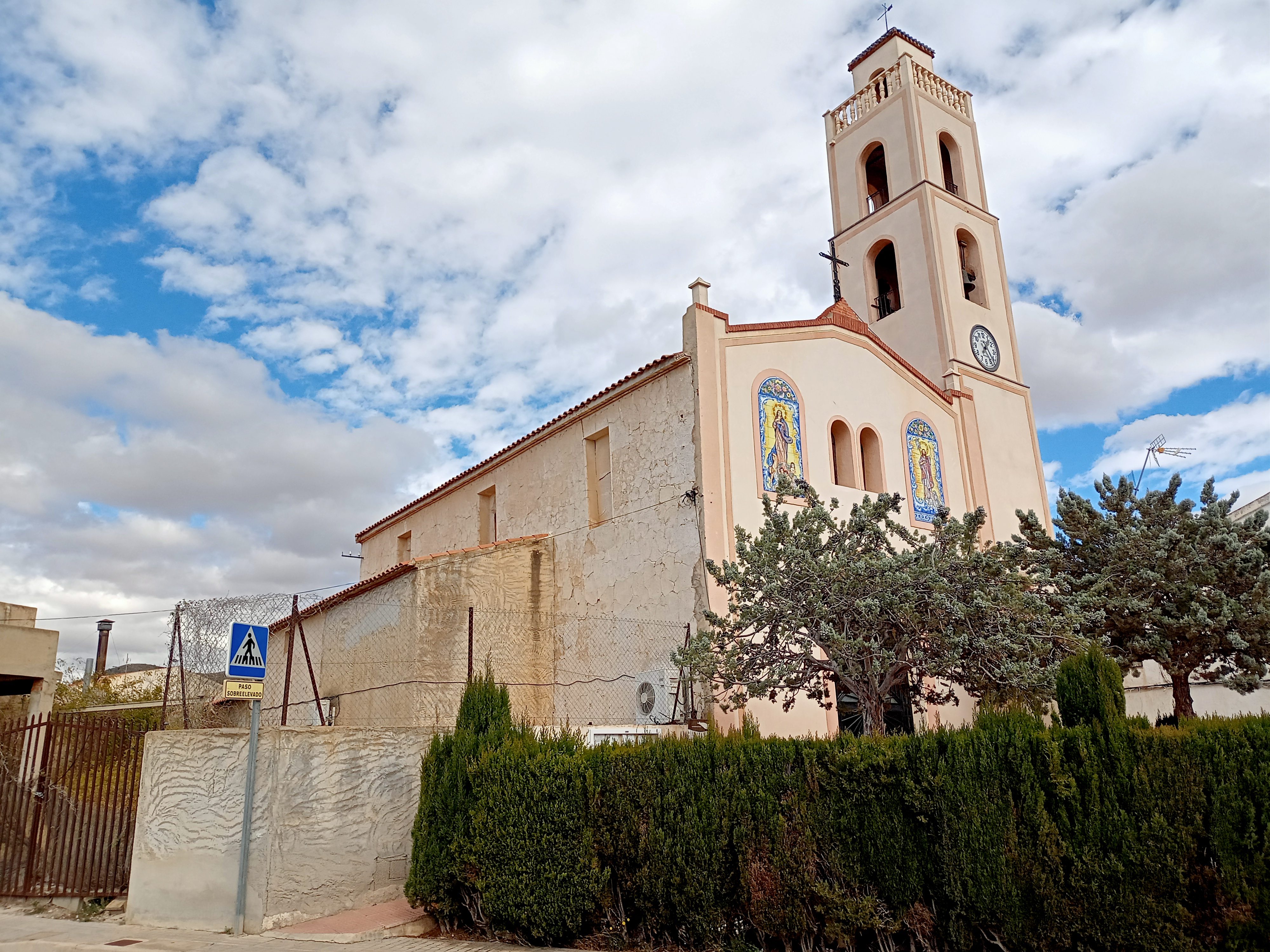
Parroquia de San Juan Bautista

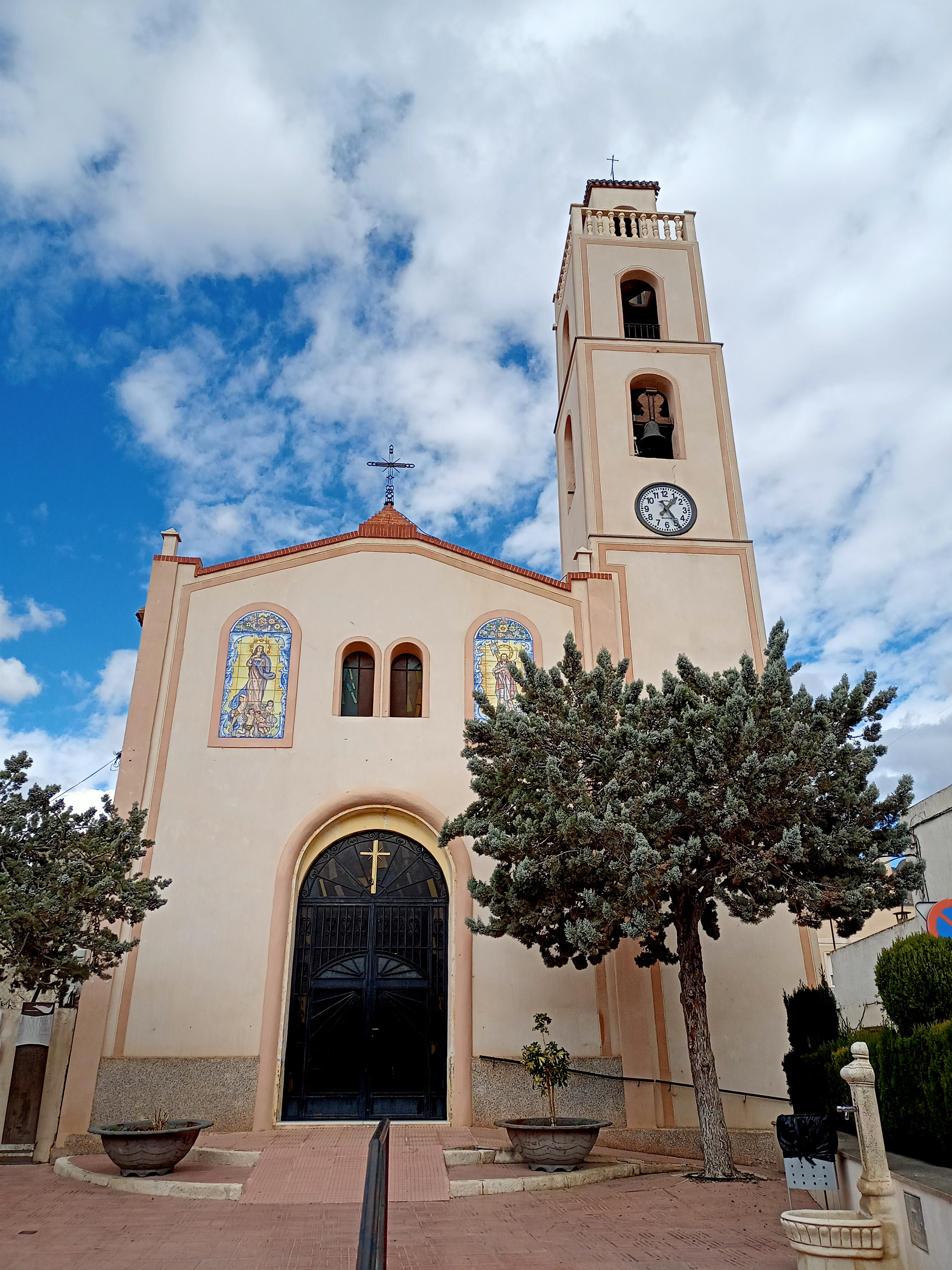
Fachada de San Juan Bautista

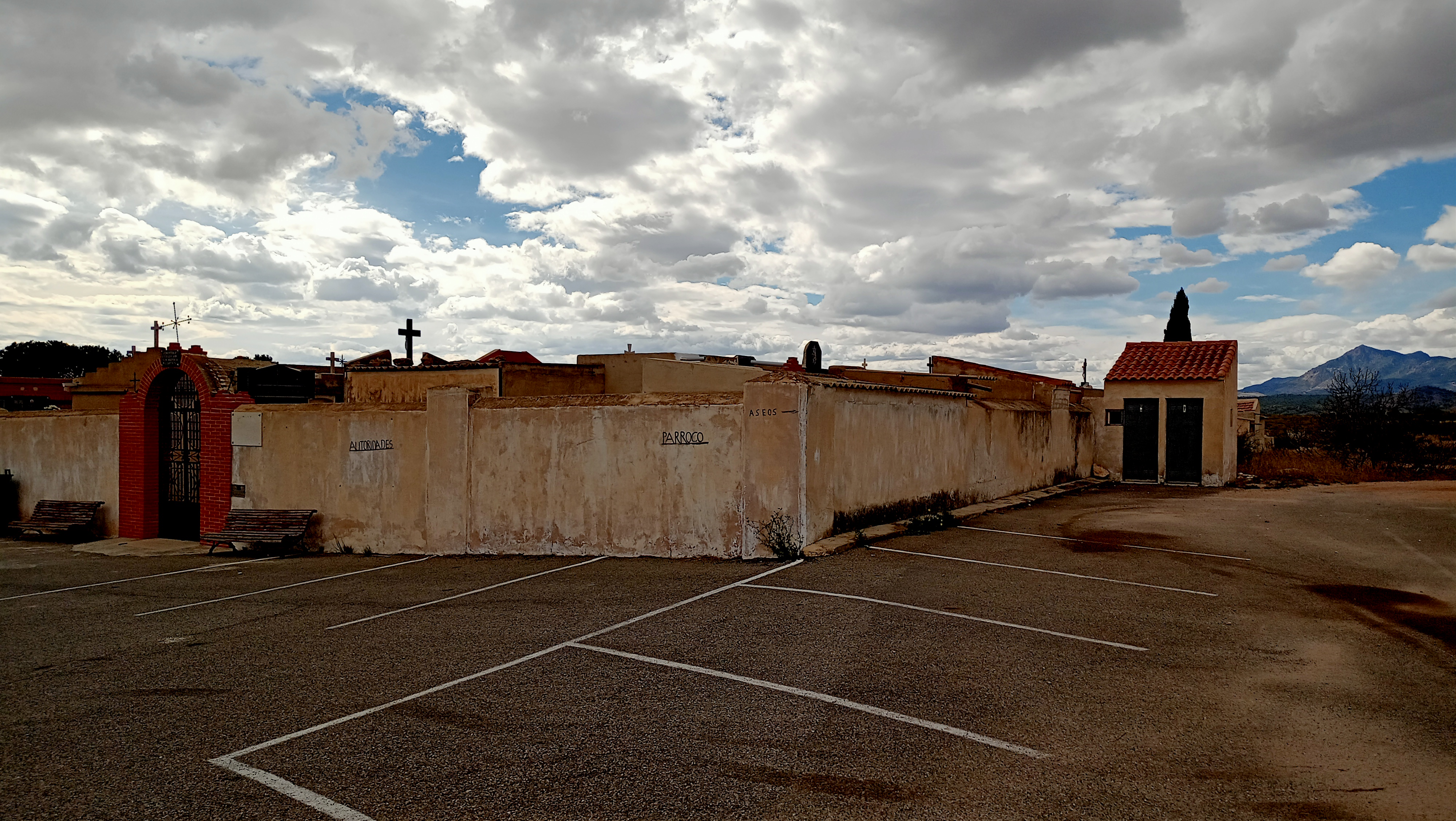
Cementerio de Macisvenda

Macisvenda es una pedanía perteneciente al municipio de Abanilla en la Región de Murcia, España. Se encuentra situada en el nordeste de la Región de Murcia, en el centro-norte del municipio de Abanilla, y a tan sólo 5 km de la provincia de Alicante. El pueblo se localiza sobre una pequeña superficie aplanada que se continúa por Alicante con la depresión de los Hondones (de los Frailes y de las Nieves) bajo la Sierra de El Cantón (927 m) y por encima de lo que es la cuenca neógena de Abanilla-Fortuna, de la que se disfrutan increíbles vistas desde los barrios situados sobre el desnivel que rompe esta llanura.
Con una superficie de 11,23 km² es una de las pedanías más grandes de Abanilla. Se encuentra situada a 10 km del centro urbano de Abanilla y es un cruce de caminos hacia Algueña, El Cantón, Hondón de los Frailes y Hondón de las Nieves.
En la antigüedad, fue frontera entre el Reino de Aragón y el Reino de Castilla.

## Historia
El origen de esta pedanía de Abanilla no está documentada, tan sólo podemos afirmar que aparece ya en 1750 en el catastro del Marqués de la Ensenada, como Macilvenda, aunque sería probable que hiciera referencia a un caserío o finca. Algunos investigadores han vinculado su origen, al igual que la vecina Barinas, a la subasta de bienes de realengo llevada a cabo a finales del siglo XIX. Se habla incluso del terrateniente Ramón Cabrera como el comprador de los terrenos, poseedor ya de fincas en La Roda, Villar de Chinchilla y otras zonas de Abanilla.
El vínculo histórico de Abanilla al período de dominación árabe ha generado una teoría que relacionaría esta pedanía con la localidad mozárabe de Mazaraveda, voz árabe que significaría mansión u hostería, si bien no existen suficientes datos documentales para afirmar que se trate de las mismas villas.
Restos prehistóricos de carácter paleontológico, vestigios de cultura argárica,  villas romanas, referencias árabes y frontera con los reinos de Castilla y Aragón en siglos medievales, son algunas de las referencias históricas que rodean a esta pedanía y a su municipio.

### Historia medieval y moderna
Según algunos investigadores, la antigua voz Macilbenda significaría hostería o mansión. Quizá se trate de la misma aldea que en documentos mozárabes aparece con el nombre de Mazaraveda. En todo caso, la génesis de esta población podría situarse ya en el período árabe. Sin duda el dominio árabe de las tierras de Abanilla tuvo un carácter significativo, dada la cercanía de este territorio a su vecina Orihuela y la relación comercial tan estrecha, además de administrativa, que tuvo con ella.
Durante el siglo XII, Abanilla pertenecía a Orihuela, existiendo documentación sobre el trato comercial entre ambas poblaciones. Los productos abanilleros se vendían en el mercado de Orihuela. Los documentos nos hablan del alajú, el pan de dátil, las almendras, los higos, las nueces, la miel... El geógrafo al-Idrisi hacía mención expresa de los tejidos de al-Bayala (¿Abanilla?) y sus tapetes.
La reconquista del territorio por las coronas cristianas de Castilla y Aragón transformaron el devenir de este territorio de frontera. Así en 1281 pasaría a formar parte, como aldea, del señorío otorgado a Ramón de Rocafull. En 1434, y tras diversas rivalidades políticas, la administración de la aldea pasó a manos de la Orden de Calatrava. No sería hasta 1501 cuando los Reyes Católicos la elevaran al rango de villa.

### Historia contemporánea
Los orígenes de Macisvenda se sitúan en el siglo XIX, en el terreno conocido como roal de abajo (rodal de abajo). Esta aldea se iría extendiendo hacia las proximidades de la iglesia, construida a principios del siglo XX.
A finales del siglo XIX los terrenos de Macisvenda fueron subastados y comprados por el terrateniente Ramón Cabrera, dueño de varias fincas en Abanilla y Albacete (concretamente en La Roda y en Chinchilla). Cabrera tenía un criado manchego llamado Marco Benda, que sufría bronquitis crónicas de las cuales mejoraba al trasladarse a las posesiones de su señor en Abanilla. Esta curiosa historia es un aporte más al posible origen de Macisvenda, comprada en 1820 por Cabrera para facilitar la mejora física de su criado, y en la que construiría una casa solariega en el conocido rodal de abajo.
El nombre de la villa vuelve a surgir en las crónicas locales tras la Guerra civil española, fue entonces cuando la pedanía pudo disfrutar de nuevas carreteras y sistemas de comunicación, que facilitaron la vida de su creciente población que fue extendiéndose y dedicando progresivamente más hectáreas de su terreno a los cultivos de secano. Macisvenda, en la actualidad, es una pedanía de unos seiscientos habitantes que sigue cultivando la tierra, si bien el progresivo deterioro global del clima ha obligado a los macisvenderos a modernizar sus cultivos para poder sacar beneficio a sus extensiones de vid (con una destacada producción vinícola), almendro y olivo, así como a su pequeña huerta.

## Clima y paisaje
El clima de Macisvenda destaca por unos veranos calurosos y unos inviernos suaves que favorecen la gran cantidad de monte bajo que se da en sus parajes, con irregulares y escasas precipitaciones que apenas superan los 300 mm anuales. La temperatura media anual es de unos 18 °C, llegando a mínimas de hasta 0 °C en invierno y con máximas que sobrepasan los 40 °C en verano.
Una parte del pueblo es generalmente plana y la otra desigual, estando muchas casas construidas en pequeñas elevaciones del terreno, como ocurre con el rodal de abajo.
El paisaje que rodea a esta población es muy diverso, con relieves montañosos, zonas llanas y ámbitos de ramblas. Al norte de la población se extiende la Sierra de Barinas (854 m), mientras que al sur desemboca una de sus ramblas en el conocido río Chícamo, cuyo paisaje se ha comparado al de Palestina.

## Naturaleza
La naturaleza que hoy día puede apreciarse en Macisvenda y en los parajes de Abanilla es algo distinta a la que los habitantes de la zona podían disfrutar durante el período de dominio árabe, época de la cual existen numerosas referencias documentales sobre la riqueza de las tierras abanilleras.
Abanilla era un territorio con abundantes bosques de coníferas y plantas medicinales, hecho que los geógrafos e historiadores árabes mencionan en sus estudios, además de plantas propias del monte bajo que se extiende por el territorio.
Aunque estos terrenos han seguido un proceso natural de deforestación, durante la Edad Media y la Edad Moderna los parajes de Abanilla disfrutaban de bosques de coníferas relevantes. El hecho de que las Reales Atarazanas de Cartagena firmaran, en 1744, un contrato con la Orden de Calatrava para que esta la abasteciera de madera, contribuyó a la desaparición de gran cantidad de masa forestal en el municipio.
Las palmeras datileras son otro de los elementos que distinguen la naturaleza de Abanilla y Macisvenda, palmeras cuya producción de dátiles era renombrada y parte de su actividad económica, al igual que el esparto y los productos que se manufacturaban con él.
Macisvenda no posee grandes relieves rocosos pero sí barrancos y simas en terrenos áridos. Se trata de un suelo de depósitos miocénicos, con margas y arcillas con gran acúmulo de carbonato cálcico y materiales aluviales que se acumularon tras el plioceno y el cuaternario por las tierras colindantes.

### Flora y fauna
Al norte de Macisvenda se sitúa la Sierra de Barinas, un relieve con un pico de 854 m, mientras que al sur de la pedanía se extiende la Sierra de Abanilla (674 m). La villa se ubica entre dos cadenas montañosas, en una cuenca que tiene en el río Chícamo su aporte hídrico.
El Chícamo, que se alimenta precisamente de alguno de los aportes de los ramblizos de la Sierra de Barinas, nace en la pedanía de Macisvenda y participa, al sur de su recorrido, cercano ya a la Sierra de Abanilla, de uno de los paisajes más peculiares de la región murciana. En estos parajes se concitan algunos cultivos de huerta, como tomateras, habas y alcachofas.
Conocida es la similitud de la naturaleza que rodea al Chícamo con Palestina, la abundancia de palmeras, sobre todo en Macisvenda, al igual que la aridez del terreno le han valido este paralelismo a los parajes de Abanilla.
Abunda en estas tierras una flora propia de los terrenos áridos y de rambla, adelfas, tarays, carrizos, cañas y juncos son las especies que se reparten por las zonas de ramblas mientras que el esparto, el albardín, el tomillo y el romero forman parte del monte bajo de sus parajes.
Las especies arbóreas, además de las mencionadas palmeras, son escasas, sobre todo de pino carrasco, conífera que facilita las labores de repoblación forestal por sus cualidades. También se pueden observar enebros y sabinas comunes.
La fauna de los parajes de Abanilla y las inmediaciones de Macisvenda llegó a tener siglos atrás, según consta en estudios paleontológicos, ciervos, jabalíes, corzos, lobos y cabras hispánicas. Pero la paulatina deforestación del territorio fue reduciendo el número de especies que habitaban estas zonas del sudeste, si bien la caza menor en Abanilla siempre ha sido abundante, como lo prueba una de sus recetas gastronómicas más conocidas, el arroz y conejo.
La actividad cinegética, además de conejos y liebres, posee perdices rojas, paloma torcaz y tórtolas. A estas aves, y siendo propias de las zonas arcillosas de ramblas, se debe añadir el abejaruco.
Entre los anfibios podemos encontrar, en las zonas de charca y fundamentalmente proximidades del río Chícamo, ranas comunes y el conocido como galápago leproso y las culebras de agua.

### Río Chícamo
El nacimiento del río Chícamo es producto de las aguas que fluyen procedentes del drenaje natural del acuífero de la sierra de Quibas (948 m). Es la salida natural de lo que los hidrogeólogos han denominado subsistema acuífero Chícamo, de 25 km², perteneciente al sistema acuífero de Quibas de 243 km². En la actualidad su caudal es deficiente aunque, a juzgar por las canalizaciones y vestigios de otras épocas, debió ser muy abundante siglos atrás.
El río cruza el término de Abanilla de norte a sur. Tiene la afluencia de muchos barrancos y ramblas, como las de Balonga, Zurca y Campules. A lo largo de su historia las riadas han llegado a ser en ocasiones muy fuertes. En una de ellas rompió y arrasó el azud de El Partidor, el puente de "la tía María la Reina", el badén de la carretera de Abanilla a Santomera y el cementerio de Benferri, inundando la zona del Palmeral de Orihuela. El azud de El Partidor se construyó de sillería a mediados del siglo XVI para evitar en lo posible su destrucción total durante las lluvias torrenciales.
A pocos metros del nacimiento de las aguas, éstas eran recogidas por el azud construido a tal efecto y conducidas para su aprovechamiento industrial en el molino denominado del Chícamo. Se construyó en el año 1844 por la Comunidad de Regantes de la Huerta de Abajo y Sahués que lo arrendaba en puja durante cuatro años. Dejó de funcionar a principios de los años 60.
Desde la salida del referido molino, las aguas discurren parapetadas por la garganta de El Cajel -o Cajer-, sobre terreno de arenisca fosilizada, que el tiempo y la erosión se han encargado de excavar y moldear a capricho.
En el año 1933 la instalación de una pequeña central eléctrica conocida popularmente como la "fábrica de la luz" posibilitó el alumbrado eléctrico en La Umbría, Macisvenda, El Tollé, El Partidor, etc. Las aguas, al salir del molino del Chícamo, se recogían en una acequia que se construyó al efecto, por toda la escarpada cresta de la margen derecha de El Cajel -o Cajer- y tras unos pequeños acueductos de madera y un túnel se conducían hasta este lugar. Dejó de funcionar en los años 70.
En el año 1989 se construyó una presa cerca de La Umbría para recoger las aguas y entubarlas hasta el azud de El Partidor, con la pretensión de reducir las pérdidas por evaporación y filtraciones a través de sus 4 km.
El río Chícamo es un paraje bien conocido por los amantes de la naturaleza murciana. Es un lugar de gran interés geológico, botánico y faunístico. Gran parte de la Cabecera del Río Chícamo discurre entre los sedimentos que otro cauce fluvial depositó hace 10-7 Ma. (millones de años) al desaguar en el mar Mediterráneo, que en aquella época llegaba hasta esta zona.
Hace unos 10 millones de años, la mitad suroriental de la Región de Murcia, formaba parte de un estrecho marino, salpicado de islas y que comunicaba el océano Atlántico con el mar Mediterráneo. Al norte de Macisvenda existía un macizo emergido de relieve agreste, del que partían diversos torrentes, que en su desembocadura en el mar, en las épocas de intensas precipitaciones, depositaban grandes cantidades de sedimentos detríticos groseros (gravas), originando pequeños abanicos deltaicos.
El sedimento más grosero se acumulaba cerca de la línea de costa, donde era erosionado por el oleaje y por organismos marinos, como los dátiles de mar (Lithophaga sp) y las esponjas endolíticas (Clionia sp). Mientras que el más fino, era arrastrado hacia el interior de la cuenca marina y sedimentado sobre sus fangos. Así, la superficie subacuática del abanico deltaico estaba unas veces cubierta por sedimentos detríticos depositados tras las fuertes lluvias, por un antiguo cauce fluvial y otras por arenas de playa, durante las épocas de calma.
En aquella época, en la Región de Murcia existía un clima cálido y cerca de la costa, en épocas con pocas tormentas, sobre los sedimentos deltaicos se instalaban colonias de corales, que originaban pequeños arrecifes y que muy a menudo eran sepultados por nuevas avalanchas detríticas, tras lluvias intensas.

## Lugares de interés
El río Chícamo es un paraje entrañable donde poder evadirse de la rutina y practicar actividades al aire libre tales como el senderismo. La Cabecera del río Chícamo es un LIC (Lugar de Interés Comunitario) y un LIG (Lugar de Interés Geológico) de la Región de Murcia.
Existe un sendero señalizado PR-MU 74 (senda Natural Mahoya-El Cajel) que discurre, por el lecho del río, desde la ermita de Mahoya hasta el inicio del cañón o desfiladero conocido como El Cajel -o Cajer-, con una longitud de 8.275 m, a los que hay que sumar 2,5 km adicionales si queremos llegar hasta su nacimiento en las inmediaciones de Macisvenda.

### Locales públicos
Macisvenda cuenta con un centro social y cultural y un pabellón de deportes, de esta manera tanto los puntos de reunión de distintas asociaciones, los eventos culturales, así como la práctica de deportes tienen su propio ámbito en la pedanía.
El centro cultural es un sencillo edificio que consta de cantina, sala de juegos y algunas aulas donde se imparten cursos programados a lo largo del año. Las reuniones y anuncios de carácter administrativo que pueden interesar a los vecinos suelen hacerse en estos salones del centro cultural.
La Asociación de Pensionistas y Jubilados San Juan Bautista disfruta de un local donde se reúnen y pasan el tiempo libre. Dicho local se encuentra habilitado en la edificación de la antigua Escuela de Macisvenda, conocida popularmente como “Las Escuelas Viejas”. En dichas instalaciones se reúne también la Asociación de Mujeres para el progreso de Macisvenda.
En el año 2004, Macisvenda vio inaugurado su pabellón polideportivo, ubicado junto al Colegio Público San Juan Bautista, y que sirve al mismo como zona para impartir clases lectivas y actividades extraescolares. En las proximidades del colegio y el pabellón de deportes se encuentra también el Centro de Salud de Macisvenda.
El pabellón polideportivo cuenta con una pista de fútbol sala donde se puede practicar este deporte, baloncesto o balonmano, así como cualquier preparación física para la práctica de otras especialidades deportivas. Los vecinos de Macisvenda son espectadores en muchas ocasiones de carreras ciclistas organizadas por clubes alicantinos que eligen esta villa como zona de avituallamiento, por lo que su relación con las prácticas deportivas es habitual.

### Parroquia San Juan Bautista
Aunque Macisvenda formó parte de la parroquia de Barinas (pedanía de Abanilla cercana a Macisvenda) durante muchos años, la construcción de su ermita a principios del siglo XX, dedicada a la advocación de San Juan Bautista, le proporcionó su propio ámbito religioso y litúrgico. 
En el año 1996, la ermita de Macisvenda se elevó a parroquia, independizándose de la vecina iglesia de Barinas.
La iglesia de Macisvenda se encuentra ubicada en la parte alta de la pedanía, junto a la carretera en dirección a Barinas.
Al igual que la capital municipal de Abanilla y Barinas, Macisvenda posee un monumento al Sagrado Corazón de Jesús, inaugurado y bendecido el 24 de junio de 1995. Esta tradición por la devoción al Corazón de Jesús llegó a estas tierras de la mano de las misiones de los años cincuenta del pasado siglo, tan populares en muchos pueblos de la Región de Murcia. El monumento se sitúa en un cerro, sobre el cual se construyó un mirador desde el que se puede contemplar el paisaje de la pedanía, siendo una imagen que recibe de manera habitual la visita y ofrendas florales de los macisvenderos.

## Fiestas patronales
Las fiestas locales de esta pedanía se hacen en honor a su patrón San Juan Bautista y se celebran a finales del mes de agosto, siendo el día del patrón y el de más fiesta el 29 de agosto que celebran el día de la degollación de San Juan Bautista, a continuación de las fiestas de la cercana localidad de Fortuna. Durante la semana de las fiestas de celebra un quinario/novenario al santo patrono, desfiles de carrozas y verbenas, el día 28 es la tradicional ofrenda floral. El día 29 se celebra la misa en honor al patrón por la mañana y al caer la noche la procesión 
Cuando se construyó la iglesia a principios del siglo XX, se propuso que el Patrón fuera  San Juan Bautista, pero se encontraron con el inconveniente de que el día del nacimiento del citado santo, la mayoría de los habitantes varones de la pequeña pedanía, se encontraban haciendo la siega en la Mancha, para poder ganar el sustento de sus familias, por lo que la aldea se encontraba habitada solo por mujeres y niños principalmente, por lo que decidieron que el día principal de las Fiestas patronales fuera el de la degollación de San Juan Bautista,  para que de este modo pudiera todo el pueblo disfrutar de las fiestas del Santo Patrón. Es por ello que cada 29 de agosto la pedanía de Macisvenda celebra sus fiestas patronales. 
San Juan Bautista tiene en fechas de junio una pequeña romería, organizada tradicionalmente por los cazadores del pueblo, que llevan al patrón hasta el conocido paraje del río Chícamo. Esta romería es una tradicional rogativa que pide al santo su intercesión para que las tierras de Macisvenda sigan disfrutando de los pequeños oasis de agua que hay en su territorio. Tras el acto religioso los vecinos comparten una comida campera.

## Demografía
La pedanía contaba en 2009 con 634 habitantes, mientras que en 2011, la población creció hasta los 657 habitantes.
En 2012, contaba con 661 habitantes, de los cuales 549 eran de nacionalidad española y 112 de nacionalidad extranjera, siendo la mayoría de estos últimos procedentes de diversos países de Europa. En 2013, la población alcanzó los 674 habitantes bajando en tres personas el número de habitantes españoles (un total de 546) y subiendo en dieciséis personas el número de habitantes extranjeros (128 en total).
En el año 2014, la población descendió hasta los 653 habitantes (330 hombres y 323 mujeres), de los cuales 543 eran de nacionalidad española y 110 extranjeros.
Según el INE (Instituto Nacional de Estadística), la población total de la pedanía a año 2015 es de 648 habitantes, 326 hombres y 322 mujeres.
Durante el año 2016, el número de habitantes de la pedanía descendió hasta los 627 habitantes de los cuales 318 son hombres y 309 mujeres. Asimismo, de esos 627 habitantes, 529 son de nacionalidad española mientras que 98 provienen de países extranjeros siendo mayoritariamente europeos.
En el año 2017, se mantuvo el número de habitantes en 627 según el INE (Instituto Nacional de Estadística). Sin embargo, en 2019 la población descendió hasta los 593 habitantes. Años después, en 2024, contaba con 623 habitantes.

## Gastronomía
Durante la dominación árabe de Abanilla sus abundantes productos eran llevados al mercado semanal de Orihuela, dada la proximidad del municipio y vendidos a un público que apreciaba no solo los productos frescos sino también las distintas recetas que con ellos se elaboraban.
La historia nos habla de miel, pasas, almendras, aceite, azafrán, higos, dátiles y albaricoques. De siglos medievales perdura la receta del alajú, un dulce preparado con almendras, nueces, pan rallado y miel cocida, así como la del pan de dátil que aún hoy día se degusta, dada la abundancia de palmeras datileras en algunos parajes de Abanilla como la misma Macisvenda.
El pan de dátil se prepara con la fruta deshuesada, almendras picadas, anís y miel. Se prepara una masa con toda esta mezcla y se prensa dispuesta en unos moldes.
La cocina del municipio se distingue por unos platos que mantienen una curiosa conjugación de mezclas e influencias pero que se basa, principalmente, en los productos y la caza de la que se ha podido disfrutar tradicionalmente en la tierra.
Carnes a la brasa, arroces con conejo y caracoles, gazpacho de tortas cenceñas con conejo, gachasmigas, y las conocidas como tortilleras, un plato muy parecido a las gachas pero que queda algo más compacto que estas. En las tortilleras un sofrito de ajo y ñoras sirve como base a una mezcla de harina y agua que quedará algo más consistente que el resultado de las tradicionales migas. A las gachas tortilleras se le pueden añadir tropezones de embutido según el gusto.
Tanto las gachas como las migas son recetas muy populares que tienen una presentación distinta en cada punto geográfico de la Península. Harina, agua y aceite son la base de este plato, lo que se añade después depende tanto del gusto como de la imaginación y tradiciones de cada pueblo. Comida sencilla, siempre se dice que de pastores y para disfrutar un día de lluvia.
Las celebraciones y fiestas son momento para disfrutar de monas o toñas, almojábanas, rollos de naranja y anís, y los tradicionales buñuelos.
También son platos tradicionales el conejo frito y el trigo pelao, que suele comerse el día de Jueves Santo.

## Economía tradicional
La pedanía de Macisvenda ha basado su economía en el sector agrícola, como la mayor parte del municipio abanillero. Algunos vecinos del pueblo todavía conservan aperos de labranza tradicionales, como arados y carros, este detalle da una clara idea de la vinculación de esta pedanía a las labores agrícolas.
Los cultivos más extendidos a lo largo de los parajes y fincas de Macisvenda son de vid, almendro, cereal, fundamentalmente para forraje, olivo y albaricoque, fruta que fue llevada a Abanilla por los árabes, puesto que el origen del albaricoque se sitúa en Siria.
El clima semiárido del territorio de esta pedanía, sus suelos arcillosos y su escasa pluviometría a lo largo del año, han hecho necesaria la adecuación de los sistemas de producción.
Las tierras de Macisvenda han sufrido la progresiva escasez de lluvias en un territorio que destaca por sus zonas de relieve y escorrentía, este hecho es el responsable de que los cultivos se basen históricamente en un sistema de abancalamientos de laderas y cultivo en terrazas que trata de aprovechar las mencionadas escorrentías, de ahí la peculiaridad del paisaje transferida por este sistema.
Si tradicionalmente este método agrícola de plantación en terrazas y los pozos han sido el recurso hidrológico de esta zona, hoy día los sistemas de aprovechamiento del agua mediante riego por goteo han permitido que los cultivos que tradicionalmente han sido de secano se vean apoyados por estas técnicas de riego para conseguir un mayor rendimiento.
Otro de los aportes económicos tradicionales de Macisvenda ha sido la explotación de algunas canteras de piedra y arcilla. Sin embargo, el interés de la administración por conservar el paisaje de las tierras de Abanilla ha obligado a reducir estas explotaciones paulatinamente.
Hoy día, el paisaje y la historia de las pedanías de Abanilla favorecen el progresivo desarrollo del sector turístico que ve en el turismo rural un nuevo aporte para el desarrollo económico de pedanías como la de Macisvenda.

## Comunicaciones
Carreteras:
- MU-410 desde Barinas, que continúa en la provincia de Alicante (Barbarroja), como CV-845.
- Carretera hacia Algueña.
- Carretera hacia El Cantón.

## Alcaldes Pedáneos
A continuación se presenta una tabla con los últimos alcaldes pedáneos de Macisvenda desde el año 1988:
| Mandato    | Nombre del Alcalde pedáneo  | Partido político                         |
| ---------- | --------------------------- | ---------------------------------------- |
| 1988-1991  | Isidoro Torá Riquelme       | Partido Popular (PP)                     |
| 1991-1995  | Isidoro Torá Riquelme       | Partido Popular (PP)                     |
| 1995-1999  | José Carlos Pacheco Atienza | Partido Popular (PP)                     |
| 1999-2003  | José Carlos Pacheco Atienza | Partido Popular (PP)                     |
| 2003-2007  | José Carlos Pacheco Atienza | Partido Popular (PP)                     |
| 2007-2011  | Juan Ruiz Ruiz              | Partido Popular (PP)                     |
| 2011-2015  | Juan Ruiz Ruiz              | Partido Popular (PP)                     |
| 2015- 2019 | Juan Pedro Tenza Ruiz       | Partido Socialista Obrero Español (PSOE) |
| 2019-      | José Abelardo Ruiz Ramírez  | Partido Popular (PP)                     |